# Froideville (Vaud)
Froideville es una comuna suiza del cantón de Vaud, situada en el distrito de Gros-de-Vaud. Limita al norte con la comuna de Poliez-Pittet, al este con Jorat-Menthue, Corcelles-le-Jorat y Montpreveyres, al sur con Lausana, y al noroeste con Bottens.
La comuna formó parte hasta el 31 de diciembre de 2007 del distrito de Echallens, círculo de Bottens.